# Dair Hafir
Dair Hafir oder Deir Hafir (arabisch دير حافر, DMG Dayr Ḥāfir) ist eine syrische Stadt im Gouvernement Aleppo. Der Ort mit dem Militärflugplatz al-Dschira liegt gut 50 km östlich von Aleppo an der Landstraße von Aleppo nach ar-Raqqa. Die Einwohnerzahl lag 2004 bei 18.948.
Die Regionalstadt geriet im Syrischen Bürgerkrieg ab 2011 zunächst unter die Kontrolle von Aufständischen und ab 2014 unter die von Kämpfern der Terrorgruppe Islamischer Staat. Syrische Regierungstruppen eroberten den Ort im März 2017 zurück.